# سویفت (مینه‌سوتا)
سویفت (به انگلیسی: Swift) یک منطقهٔ مسکونی در ایالات متحده آمریکا است که در شهرستان روسو، مینه‌سوتا واقع شده‌است. سویفت ۳۳۰٫۱ متر بالاتر از سطح دریا قرار دارد.